# ЗИС-115

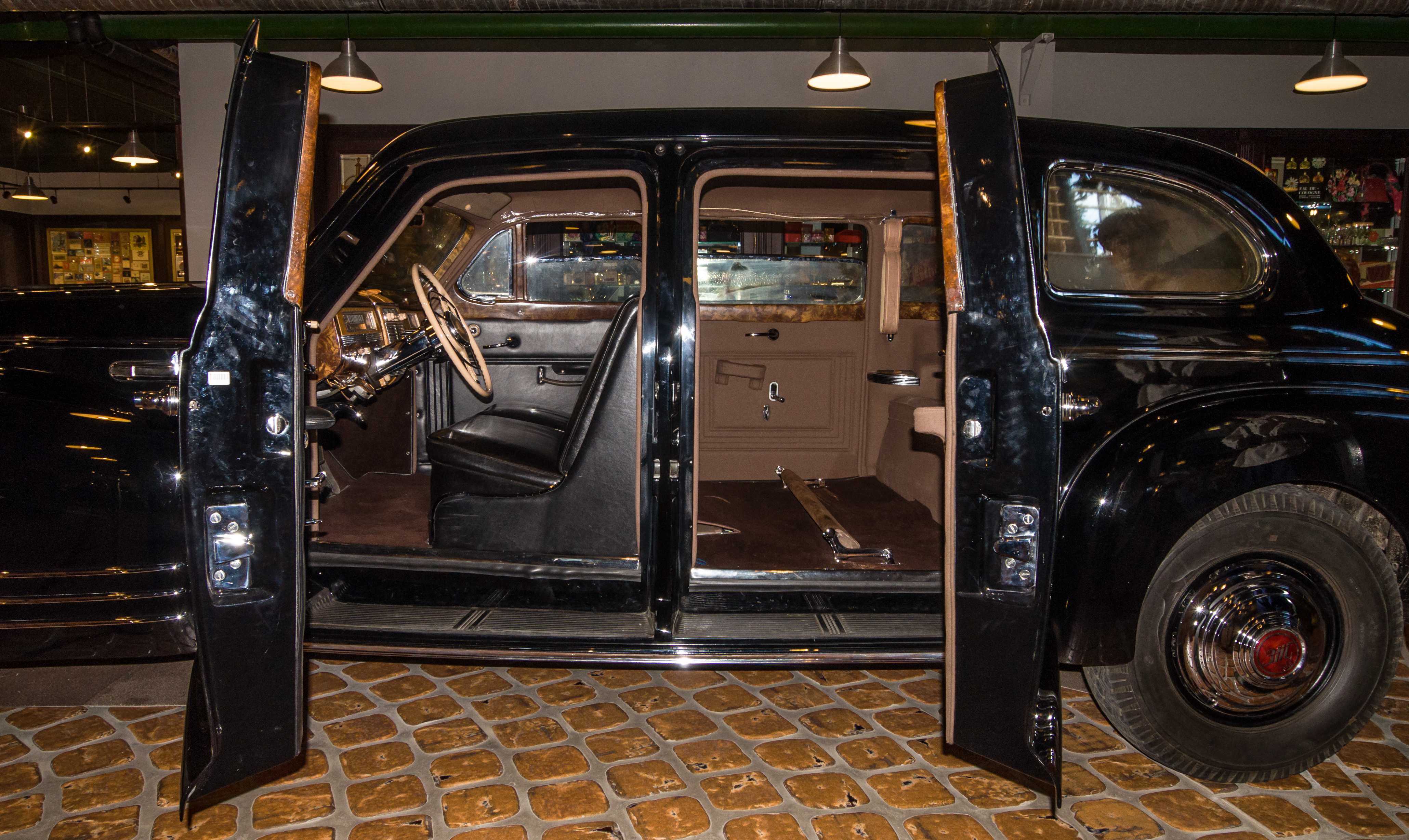
ЗИС-115 с открытыми дверями. Музей техники Вадима Задорожного. Значительная толщина дверей связана с установкой 75-мм стеклоблоков и гидравлических механизмов их подъёма.

ЗИС-115 («ЗИС-110СО») — советский бронированный автомобиль высшего класса. Выпускался  несколькими сериями в 1949—55 годах на автомобильном заводе имени Сталина на единой с ЗИС-110 платформе. Всего было произведено 56 штук. Бронекорпус выпускали на Подольском заводе им. С.Орджоникидзе. Поагрегатно и в сборе ЗИС-115 являлся секретным изделием.
Автомобиль предназначался для высших руководителей коммунистической партии СССР — членов Политбюро ЦК ВКП(б), в первую очередь для Председателя Совета Министров СССР И.В. Сталина. Большая часть автомобилей эксплуатировалась в Гараже особого назначения (ГОН). Позднее эта модель имелась в гаражах лидеров многих европейских и азиатских стран, дружественных Советскому Союзу. Последний автомобиль был списан из системы Гаража особого назначения в 1994 году.

## История создания
Разработка нового автомобиля началась в 1943 году по персональному заданию Сталина. И гражданская, и бронированная версии нового ЗИСа проектировались одновременно с одинаковой внешностью. В первую очередь разрабатывался автомобиль со специальной защитой. Легковой броневик являлся засекреченным и собирался в спеццехе ЗИСа, отдельно от гражданской версии ЗИС-110.
В 1944 году появился первый прототип бронированного автомобиля, а в 1946—1948 годах была собрана первая партия таких машин под названием ЗИС-110С. Гараж особого назначения и Сталин эти автомобили не приняли ввиду избыточного веса машин и, соответственно, невозможности эксплуатировать автомобили на имеющихся типах покрышек.
После модернизации бронекорпуса и облегчения автомобиля на 400 кг появилась новая модель ЗИС-115, которая и пошла в серию с декабря 1949 г. Первоначальное ее обозначение — ЗИС-110СО, буквы «СО» означали «специальный, облегченный». В дальнейшем по использовавшейся тогда «фордовской» номенклатуре легковушек «номер шасси — номер кузова» модель обозначалась как ЗИС-115-145, кузов в сборе имел индекс ЗИС-145. После 1950-х годов СССР не производил бронированные легковые автомобили вплоть до 1983 года.
В СССР после выработки ресурса все машины подлежали возвращению в полной комплектации на завод изготовитель для последующей утилизации. По оценке Дмитрия Дашко, автора книги о сталинских броневиках, в наши дни сохранилось не менее двух десятков автомобилей ЗИС-115, большинство из которых являются музейными экспонатами в музеях России, Китая, КНДР, Вьетнама, Ирака, Афганистана и других стран, где эксплуатировались эти автомобили.

## Описание конструкции
Кузов автомобиля — 4-дверный 6-местный лимузин. Задние двери открывались против хода автомобиля. На ЗИС-115 устанавливался стандартный для ЗИС-110 бензиновый карбюраторный 8-цилиндровый двигатель с рабочим объемом 6005 см3 и мощностью 140 л.с.
Заднее пассажирское сиденье набивалось (а точнее, накачивались специальным насосом) гагачьим пухом и обтягивалось дорогим сукном. Кроме обычных дверных замков, обе задние и правая передняя дверь снабжались цепочками, гарантирующими невозможность их случайного открытия на ходу. Форточки в передних дверях открывались вращающимися рукоятками через редуктор. Окна дверей, а также стекло внутренней перегородки были опускными.
Внешнее декоративное оформление автомобиля практически полностью имитировало ЗИС-110. Основные внешние отличия ЗИС-115 от ЗИС-110: выпуклые колпаки колес, замутненные стекла с желтоватым отливом, толстые стекольные рамки.

## Бронезащита

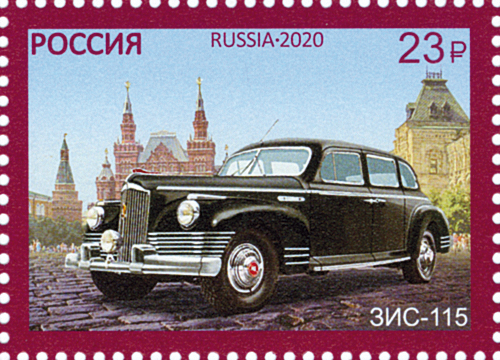
Почтовая марка. ЗИС-115 — персональный автомобиль И.В. Сталина в период 1950–1953 гг.;

Модель ЗИС-115 получила уникальный для своего времени капсульный тип бронирования (аналогичный использованному на самолётах-штурмовиках Ильюшина), т.е. стальную, сварочно-клепанную коробку вокруг которой собирался кузов автомобиля. Корпус, включая крышу, двери и борта изготавливался из авиационной стальной брони марки ХГСМ (КВК-2). Бронекапсулы собирались на Машиностроительном заводе им. Орджоникидзе в Подольске. Ранее, в конце 1930-х годов на этом заводе было освоено изготовление бронекорпусов самолёта-штурмовика Ил-2.
Требованиями к прозрачной и непрозрачной броне ЗИС-115 предусматривалось обеспечение защиты от простой (свинцовой) винтовочной пули 7,62 мм с дистанции 25 метров. Как и при разработке бронированных модификаций правительственных лимузинов ЗИС-101Э (1940), ЗИС-110С (1946) в качестве материала бронекорпуса была выбрана авиационная броня, отличавшаяся повышенной противопульной стойкостью.
Прозрачная броня (бронестекло «Три»), разработанная ВНИИ Стекла, отличалась повышенной живучестью. Общая масса комплекта бронестёкол составляла 291,9 кг. При её поражении несколькими пулями сохранялась частичная видимость, что позволяло вывести автомобиль из зоны обстрела при попаданиях в стекла шофера. Для сравнения бронестекла «Паккарда» выдерживали попадание пули с 50 метров.
Днище ЗИС-115, рассчитанное на действие взрывной нагрузки, сваривалось из танковой стальной брони марки 43ПСМ, толщина днища 3 мм. Оно должно было выдерживать подрыв по ним гранаты РГД-33. Каждый изготовленный заводом Орджоникидзе бронекорпус перед отправкой на ЗИС проходил полигонные испытания в присутствии представителя МГБ – обстрел винтовочными пулями и подрыв гранатой.